# Бад Бертрих
Бад Бертрих (њем. Bad Bertrich) општина је у њемачкој савезној држави Рајна-Палатинат. Једно је од 92 општинска средишта округа Кохем-Цел. Према процјени из 2010. у општини је живјело 950 становника. Посједује регионалну шифру (AGS) 7135501.

## Географски и демографски подаци
Бад Бертрих се налази у савезној држави Рајна-Палатинат у округу Кохем-Цел. Општина се налази на надморској висини од 150 метара. Површина општине износи 8,7 km². У самом мјесту је, према процјени из 2010. године, живјело 950 становника. Просјечна густина становништва износи 109 становника/km².